# High Valley AVA
High Valley AVA ist ein seit dem 1. Juli 2005 anerkanntes Weinbaugebiet im US-Bundesstaat Kalifornien.

## Lage
Die Rebflächen verteilen sich auf den östlichen Teil des Verwaltungsbezirks Lake County, ganz in der Nähe des Clear Lake. Der Name High Valley (hohes Tal) spiegelt dabei die Lage des Tals wider, das auf einer Höhe von 490 bis 910 m liegt. Die Wassermassen des größten Süßwasserbestands Kaliforniens moderieren das Klima, und die Region gehört zu den kühlsten des Bundesstaates. Zum anderen können aufgrund der Ausrichtung des Tals kühlende Meeresbrisen vom Pazifik kommend das Klima beeinflussen. Mit den Brisen kann auch der typische Morgennebel des Pazifiks den Talgrund vor Sonneneinstrahlung schützen. Der kühlere Talgrund ermöglicht den Anbau der frühreifenden Rebsorten Pinot Gris, Pinot Noir, Chardonnay, Riesling, Sauvignon Blanc sowie Gewürztraminer. An den vom Nebel nicht bestrichenen Hängen wachsen die wärmeliebenden roten Rebsorten.
Das Gebiet des High Valley überlappt zum Teil mit der Definition der Herkunftsbezeichnung Clear Lake AVA.

## Geographie
Das Tal ist ca. 14 km lang und maximal 4,8 km breit. Es verfügt über eine in dieser Gegend seltene ost-westliche Ausrichtung als Resultat vulkanischer Tätigkeit des im Tal gelegenen Round Mountain. Aktuell sind ca. 280 Hektar Rebfläche bestockt. Bei den Reben handelt es sich meist um Anpflanzungen jüngeren Datums. Darüber hinaus findet man noch einige alte Reben der Sorten Zinfandel und Muscat aus den 1870er Jahren, die von der Familie Ogulin aus Slowenien mitgebracht wurden.